# Pokój w San Germano
Pokój w San Germano – traktat pokojowy zawarty 23 lipca 1230 w San Germano pomiędzy Państwem Kościelnym a cesarzem rzymskim Fryderykiem II. W wyniku porozumienia papież Grzegorz IX cofnął ekskomunikę, którą nałożył na cesarza za ociąganie się z wyruszeniem na krucjatę. Natomiast cesarz zwrócił Kościołowi zdobyte dobra, rozszerzył immunitety duchownych oraz zrzekał się prawa do zatwierdzania biskupów.